# Плисове
Плисове́ — село в Україні, у Лозівському районі Харківської області. Лежить у межах української етнічної території — Приорілля. Станом на 2001 рік населення становило 537 осіб. Наразі (2019 р.) в селі зареєстровано 378 мешканців, з яких фактично мешкає близько 200 осіб. Орган місцевого самоврядування — Плисівська сільська рада.

## Географія
Село Плисове розташоване в балці Плисова, по якій протікає пересихаючий струмок з декількома загатами. Струмок через 7 км впадає в річку Орілька. На відстані 600 метрів лежить село Новоєгорівка (Первомайський район), за 3 км Червоний Степ (Сахновщинський район) та Тарасівка (Сахновщинський район), за 9 км станція Краснопавлівка. У селі в річку Плесову впадає Балка Жидова.

## Історія

### І. Ранній час

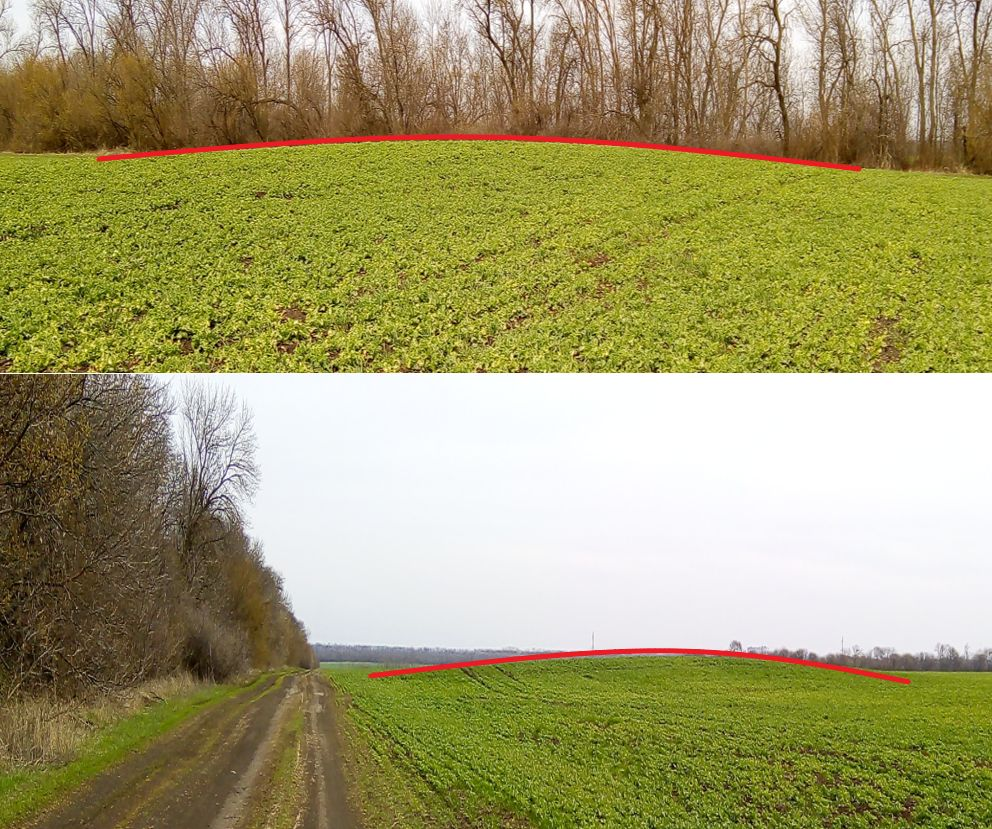
Один з 3 наявних курганів епохи енеоліту (III тис. до н. е. — I тис. н. е.) на VII полі (2 км східніше південної частини села)

За даними Д. І. Багалія на території нинішнього села Плисове, станом на 1913 рік, налічувалося п'ять земляних насипів заввишки 0,7—1,5 м, ймовірно, періоду ІІІ тис. до н.е — І тис. н. е. На сьогодні ці насипи збереглися в кількості трьох, проте, у зв'язку із сільськогосподарською діяльністю, вони піддалися значній руйнації.

### ІІ. Період Середньовіччя
До складу Київської Русі територія села не входила. Межиріччя Орелі та Орільки було територією суто кочових племен. Зваживши на воєнні кампанії Київської Русі проти згаданих племен, варто зазначити, що особливої інтенсивності вони набули у відносинах із печенігами та половцями, що прийшли згодом.
На території краю відбувалися події, пов'язані з невдалим походом проти половців князя Ігоря Святославовича, військо якого розбили в 1185 році. Чимало дослідників вважають, що битва відбулася між річками Оріль та Орілька, тобто на території, до якої належить і село Плисове.
За свідченням М. С. Грушевського, печеніги володіли територією, до якої належить село Плисове, у період з Х до середини ХІІ століття. Половці, що витіснили печенігів, володіли вказаною територією до часів монголо-татарської навали, періодично чинячи опір натиску Київської Русі.
Значною інтенсивністю протистояння половців Київській Русі характеризувалися періоди початку та останньої чверті ХІІ століття. У ці часи зростає кількість походів князів у степи Орільки.
Прикладом подібних походів, за Грушевським, є похід переможний 1168 року князя Мстислава Ростиславовича разом із дванадцятьма іншими князями у степи Орелі, де він мав змогу зруйнувати кочовища половців та узяти велику здобич.
У першій половині ХІІІ століття половців витісняють монголо-татари. Їх навала на сотні років перетворює половецький степ на Дике Поле.

### ІІІ. Новий Час
На початку існування Запорізької Січі територія села не входила до її складу. Але пізніше територіально опинилася у складі Орільської паланки.
Після скасування Запорізької Січі (1775) козаки разом із селянами-втікачами осідали по берегах річок Оріль, Орілька, Тернівка, Бритай, Берека, утворюючи зимівники-хутори. Це твердження засвідчене тим фактом, що від початку село Плисове мало назву «Козачий хутір» (імовірно, у складі загальної назви).
Однією з перших згадок про село є Указ Павла І (1796), яким заборонено самовільний перехід селян із помістя в помістя, а землями, що лишалися за царською казною (тобто не віддавалися в користування панам), стали території між річками Оріль та Орілька з селом Плисове та декількома іншими хуторами. Зваживши на цей факт, можна висловити припущення, що село утворили приблизно в останній чверті XVIII століття.
Починаючи з 1780 року, межиріччя Орелі та Орільки належить Слобідсько-Українській губернії, а з 1796 року Орільські (Водолазькі) хутори, до яких належало й Плисове, входять до складу Павлоградського повіту Катеринославської губернії.
Проте Указом від 29 жовтня 1820 року Орільско-Водолазькі хутори передано до Слобідсько-Української губернії. 13 травня 1821 року Плисове у складі Водолазьких хуторів віднесли до Валківського повіту, але вже 1822 року — до Зміївського.
У ці ж роки формується й назва села за географічним принципом: «Плисове» — від річки Плиси (Плеса, Плесова тощо). Як і Орілька, річка мала численні й глибокі плеса.
У 1826 році указом харківського губернатора волосним центром Орільських хуторів стала слобода Преображенська, до якої  віднесено й хутори Верхній та Нижній Плисові.
За відомостями 1906 року про населені пункти Преображенської волості до неї належало і плисівське товариство.
З документів Державного архіву Харківської області(ДАХО) відомо, що у серпні-вересні 1847 року у Плисівських Хуторах, як і на решті території Зміївського повіту, лютувала епідемія холери. Відтак 9 мешканців Плисового захворіло, 1 з них помер. Першим захворілим був Семен Денисенко.
Також за документами ДАХО відомо про набір рекрутів серед мешканців села Плисове, якими в 1869 році стали Синило Трофим Яремович, Білоцерківський Семен Васильович, Моргун Микита Кіндратович, а у 1872 році — Огульчанський Степан Павлович.
За результатами обліку хлібних запасів Плисівської громади у 1897—1898 рр. встановлено 355 ревізьких душ, що вказує на наявність у селі на той час не менш як 355 домогосподарств.
Відомо також, що на початку XX століття у Плисовому існувала насосна станція: воду спеціально сконструйованим каналом постачали на залізничну станцію Біляївка.

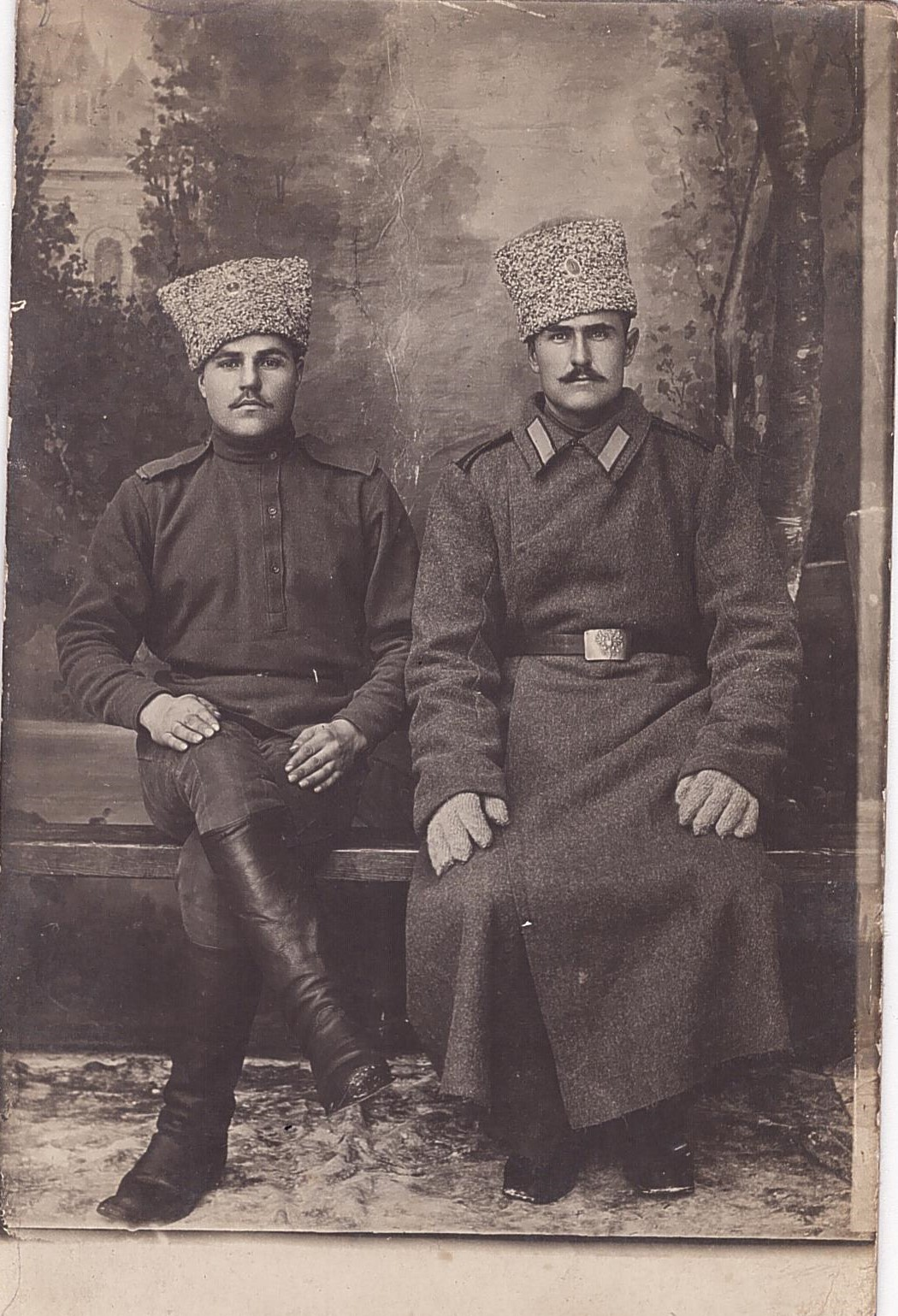
Військові армії Російської імперії — плисівці — Дігтяр Іван Григорович (1897—198…) та Дігтяр Микола Антонович (1894—1933). Фото 1916 року (з особистого архіву Обіди Галини Петрівни).

Багато плисівців брали участь у військових конфліктах початку 20 століття у складі військ Російської імперії.
У 20-х рр. у селі була сільська рада, загальна для Верхнього та Нижнього Плисового, трикласна школа, яку відвідували більш ніж 80 учнів (учителями були: Олександренко Іван Павлович та Олександренко Віра Олександрівна), фельдшерсько-акушерський пункт, православна Миколаївська церква (у 1896 році священником був Ястремський Іоанн, а вже у 1908 — випускник Київської духовної академії, кандидат богослов'я Філевський Іван Павлович; псаломщикомами у різний час були Ястремський Євген Миколайович, Сулима Порфирій Григорович). 1923 року, після розділу Зміївського повіту, село територіально належить до новоствореного Лозівського району Харківської губернії (пізніше — області).
У часи колективізації (1929—1933) на території Нижнього та Верхнього Плисового створюється чотири колгоспи: «Колос», «Ім. Петровського», «Труд» — у Нижньому та «Червоне поле» — у Верхньому Плисовому. За свідченням старожилів, люди до колгоспів йшли практично примусово, вступ супроводжувався експропріацією майже усього майна, що могло бути засобами виробництва (реманент, худоба, посівні матеріали і т. д.).

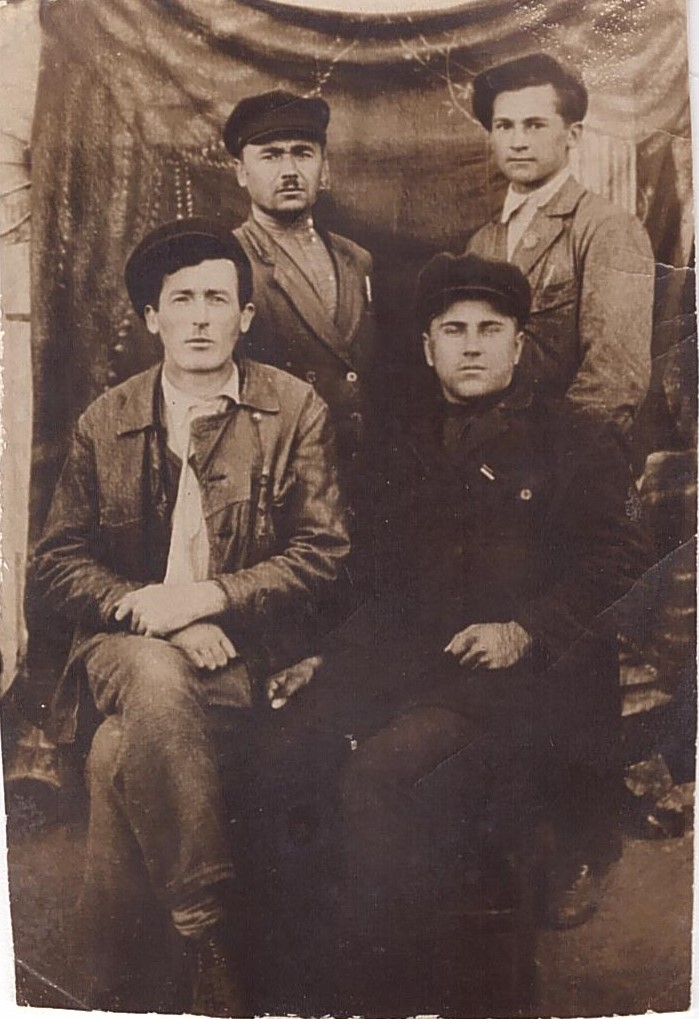
Бухгалтери колгоспу «Червоне Поле» (1933 рік, с. Верхнє Плисове): Андрущенко Гаврило, Дегтяр Юхим Григорович, Рогач Олимп Семенович, Рогач Микола Семенович (фото з особистого архіву Обіди Галини Петрівни)

Трагічною сторінкою в історії села став голод 1932—1933 років. Смертність за період з 1928 по 1933 рр. у чотири рази перевищила смертність попередніх років. А за 1932—1933 роки цей показник сягнув 223 осіб, що було максимальним показником по Лозівському району. Про жахливі наслідки Голодомору серед ще живих плисівців було зібрано такі свідчення:
| "Урожай у 1932 році був непоганий, був вищий за середній. Почалася молотьба. Зерно забиралося державою просто з-під молотарки і вивозилося на зсипні пункти. Люди дивувалися: як же воно буде, що хліб вивозиться, а в колгоспних засіках немає зовсім зерна, ні для їжі, ні для засіву? Люди кинулися на зібрані поля – збирати колоски, що впали. Але тут же зразу дав знати себе совєцький закон, який був тоді виданий: хто буде збирати колоски в полі, буде засуджений на 10 років таборів як ворог соціалістичного господарства. Протягом осені і початку зими у селі люди поїли всі запаси, які в них були – картоплю, буряк, потім собак, а вже на початку 1933 року зимою і весною дуже багато померло. У нашій сім’ї померло двоє. У полі збирали мерзлі корінці, картоплю, з дерев здирали кору і робили з неї «борошно», пекли «коржі». Хто не поїсть таких коржів, помирає, бо шлунок не міг їх переварювати. Я залишилася жива тільки дякуючи мамі і дядькові, які їздили міняти аж під Москву і привозили звідти хоч трішки хліба." Катерина Михайлівна Дрищ |
| "З тих років я зовсім мало пам’ятаю, бо народився в 1928 році. Мені було всього п’ять років і голод я знаю тільки з розповіді матері, та батька. Батько розповідав, що в 1933 році дуже мучилися. Хлібинка – кирпичик у місті коштувала тридцять п’ять карбованців. А щоб купити потрібно було щось продати. То батько забрав останні речі, у тому числі і 2 пари чобіт, сказавши, що в них нікуди ходити, поїхав під самий Бєлгород і виміняв там 2 пуди зерна. То те зерно змололи, і домішували туди всяку зелень, траву, лободу, щавель, варили якесь єство і їли. Сусід наш був на той час в колгоспі комірником, і хоч в коморі майже нічого не було, але змежки зерна, чи макухи приносив додому, той нам дітям, щось тай перепадало. Мати й батько доті зовсім мало їли, все більше нам віддавали, щоб ми вижили. У нашої сусідки була коза. То ми допомога ми їй рвати корми, а вона давала нам трішки молока. Якби не те молоко, то з дітей мабуть би ніхто не вижив. А так я ще й досі живу, побачив і внуків, і правнуків.." Василь Юхимович Гайдамака |
| "В ті страшні роки мені було 11 років, і я багато пам’ятаю. В сім’ї нас було 8 чоловік, з дітей я був старший. На городі в нас тоді вродило все. Так позабирали ж усе. Навіть квасолю забрали. Їсти не було нічого. Діждалися весни. Калачики та лобода, піднімуться, я, як старший вийду, було та нарву калачиків та лободи, наллю водою, запарю в казані (один казан у нас і зостався) та накидаю бур’яни на суху сковороду – аби розпарилися. Ото поїли – і все… Мені вже тринадцятий пішов, а меншому брату 5 років було. До родичів не зверталися, бо всі теж голодували. Дід у нас був, він на японській війні 1905 р. воював, був підсліпуватий, то він візьме меншого брата та й йдуть просити їсти. Назбирають хоч щось, то й нам принесуть. Багато, багато померло людей того року. А ховали – просто в ряднину якусь замотали, і кинули в яму, загорнули. І все. Сім’ями мерли тоді люди." Іван Дмитрович Лисокобилко |
| "Тридцять третій рік був урожайним. Але тоді на весні від голоду загинуло найбільше людей. Забирали в людей все до решти зачепив 1933 р. і нашу сім’ю. Пухлі були мати і найменший брат. Сім’я велика – батько, мати, п’ятеро дітей і батькова сестра. Таку сім’ю прогодувати у ті тяжкі роки було нелегко. І навесні мати була пухла, ледь вижила, як і брат. Весною смертність досягла найвищого пункту, але в середині квітня видали по 1 кг гречки. Люди їли її не помеленою (не було чим і коли), а багато їли одразу, сирою. Від цієї необрізаної гречки, протягом тижня померло багато людей, в основному діти. Рятуючи своє життя, люди розпродували все, до останньої нитки. Дехто їздив міняти речі за харчі аж до Московщини. Багато людей пішло з села шукати хліба і ніколи вже не поверталися. Трупи померлих з голоду звозили до масових могил. Наша сім’я не померла з голоду, чудом вижили всі. Але згасаючі ті страшні молю Бога, щоб ніколи мої діти, внуки і правнуки не зазнали такого горя." Любов Пилипівна Козюменська |
| «Голод почався вже з зими 1933 року, а коли прийшла весна і сніг зовсім розтанув, люди почали вилазити з хат, хоч були зовсім знесилені. Настало тепло, але одночасно з теплом почало все більше і більше вмирати людей і вже кожного дня вмирало по 10-20 душ. В селі кожен день ховали людей. По-сусідськи з нами жила сім’я Дейко, то з сім’ї тільки за квітень місяць померло 10 чоловік. Дітки від 2-х місяців до 10 років і дорослі. З нашої сім’ї у 9 чоловік померло двоє. Ми були малі, але ходили в поле, збирали мерзлі буряки, картоплю, а воно все було підгнивши. То після їжі дуже хворіли, боліли животи, була блювота. Голод був страшний. У полі збирали ховрашків, здирали з них шкури, варили і їли. Коли почали зеленіти поля, збирали різні корінці та їли. Голод 33-го був найстрашніший в історії. Аби це ніколи не повторилося.» Петро Гаврилович Обіда |
| "Голод – це страшне слово. Серце терпне, коли чуєш його. Ті, хто ніколи не пережили його, ніколи не зможуть уявити, які страждання спричиняє голод. Немає нічого гіршого для матері, аніж бачити своїх вис-нажених, знесилених дітей, які через голод забули як посміхатися. В 1933 році, коли вже не стало зовсім нічого їсти, померла моя 3-річна сестра. Тоді батько і брати поїхали за Харків під Бєлгород, щоб обміняти останнє «барахло», останні родинні сорочки на їжу для дітей. Коли вони поверталися з чотирма кілограмами кукурудзи та чотирма висівок, їх заарештували за спекуляцію, а харчі конфіскували. Дуже шкода було дітей, вигляд вони мали страшний: скелети з кінцівками, що звисали з роздутих животиків. Дай Бог, щоб ніколи не повторилися ті роки страху і смерті." Катерина Трохимівна Антоненко |
У період з 1935 по 1940 рік за радянської влади церкву зруйнували (фундамент згодом забрали німці в часи окупації). Стояла церква в тому місці, де нині пам'ятник полеглим у Другій світовій війні. Після руйнації лишався невеличкий будиночок, що в повоєнні роки прилаштували під школу чи хату-читальню.
Згідно з картою 1937 року, приватні сільськогосподарські угіддя на той час простягались від межі із Ново-Єгорівкою й до балки на межі з Миронівкою (у Верхньому та Нижньому Плисовому налічувалось понад 450 дворів).
На той час і аж до 70-х — 80-х рр. Верхнє та Нижнє Плисове носили народні назви Кобилодзвони та Шкапці відповідно, а самі об'єднували у своєму складі низку хуторів: Галанівку, Дейківку, Трохимівку, Юхимівку, Голубівку.
Іншими характерними для Плисового етнонімами стали: Холоша — нині вулиця Спортивна, Вершина — кінець вулиці ім. Моргуна сьогодні, Кубирла — Ново-Єгорівка, Макорти — поля, що прилягають до річки Орільки, Євгеєва, Куряча, Солона, Зайцівська балки.
11 жовтня 1941 року село було окуповане німецько-нацистськими загарбниками.

М. І. Безверхній та ветерани Другої світової війни — мешканці села Плисове. 1 ряд зліва направо: Наглий Василь Семенович, Пальчик Яків Іванович, Безверхній Микола Іванович, Машталь Митрофан Федотович, Лиценко Гаврило Семенович, Козюменський Микола Захарович; 2 ряд: Андрущенко Микола Іванович, Дегтяр Пилип Григорович, Гайдамака Павло Семенович, Пішта Іван Михайлович; 3 ряд: Олійник Афанасій Іванович, Дейко Іван Трохимович, Сальник Микола Акимович (9 травня 1988 року, фот о з особистого архіву Обіди Галини Петрівни).

За часів Німецько-радянської війни на фронт було комісовано більше двохсот осіб, з них не повернулося більше ста.
Один із мешканців села — Моргун Микола Іванович у 1943 році став Героєм Радянського Союзу, одним із перших форсувавши Дніпро у районі смт Лоєв (Білорусь).
Неодноразово територією села проходила лінія фронту. Зокрема, 26 січня 1942 року, під час проведення Барвінково-Лозівської операції, село було зайняте військами Червоної армії. У Плисовому базувався 699 стрілецький полк 393 стрілецької дивізії, який впродовж зими та весни у взаємодії з іншими бойовими одиницями 6 Армії Південно-Західного фронту вів наступ у західному напрямку. В березні 1942 року відбувся один із найбільш кривавих боїв на території Плисового. У північній частині села (поле № 1) тоді загинуло багато червоноармійців, яких плисівці ховали просто у скотомогильнику.
Серед мирного населення, за свідченнями очевидців, жертв не було, окрім полонених молодих дівчат, яких забирали на примусові роботи до Німеччини. Репресивної політики у відношенні селян, за переказами, теж не було.
Остаточно село було визволене 14 вересня 1943 року бійцями 100-го та 101-го гвардійських стрілецьких полків 35-ї гвардійської стрілецької дивізії. При цьому, практично усі хати Верхнього Плисового та частина домогосподарств Нижнього Плисового були спалені німецькими окупантами при відступі. Мешканцям, що лишилися без житла, після визволення довелось жити у землянках, які їм допомагали будувати підлітки із Ново-Єгорівки. Під час війни «Колос» зазнав руйнації, тому було прийняте рішення із усіх існуючих потужностей створити сільськогосподарську артіль «Зоря комунізму», що пізніше стала колгоспом. У різні часи колгосп очолювали: Василь Іванович Андрущенко, Іван Володимирович Макалюк, Григорій Садовничий, Микола Прокопович Грузін, Чуйко Олександр Сергійович, Кулипка Іван Сергійович. Останнім головою правління був Безверхній Микола Іванович. Усі голови колгоспу «Зоря Комунізму» були не-плисівцями, окрім Андрущенка В. І.
Потужностями новоствореної артілі у 1961 році були: два господарські двори у Нижньому Плисовому (бригада № 1) та господарський двір у Верхньому Плисовому (бригада № 2), що мали у своєму складі тракторний парк, кузню, молочнотоварні ферми, конюшні, склади. Також були теплиці, плодово-ягідний сад, на Курячій балці вирощували курей. До якогось часу на Вершині була вітряна мельниця. Пізніше з'явилася електрична, олійниця, тік.

Очільник колгоспу «Зоря комунізму» (у подальшому — голова правління КСП та СВК «Зоря»), за якого село досягло найвищого соціально-економічного розквіту, — Безверхній Микола Іванович (1929—2003)

За різних часів колгосп займався розведенням шовкопрядів, бджільництвом, вівчарством, птахівництвом, розведенням ВРХ, коней, свиней, садівництвом, овочівництвом, рибальством. Все ж основним напрямком діяльності було рослинництво: вирощування технічних та зернових культур. Із сільським господарством у той час було важко: більше двох тисяч гектарів орної землі оброблялись здебільшого вручну жінками. Критична ситуація спостерігалась і у праці жінок на фермах. До того ж, працювати доводилось і на власній садибі, що теж становило складність: іще до початку 60-х років зерно на борошно вдома мололи жорнами, а хати топили сонячнищем, зібраним восени на полі.
Починаючи із 60-х рр., у зв'язку зі значною урбанізацією, спостерігається міграція селян до міста: населення поступово зменшується. Багато плисівців у повоєнний період емігрували з України: в Канаду, Австралію, Сполучені Штати. В цей час активізуються процеси найму на сезонні роботи мешканців західних регіонів України, деякі з них залишились на постійне місце мешкання.
Але вже починаючи із 70-х рр. спостерігається поліпшення у технічному стані колгоспу, значної ваги набирає використання пестицидів та добрив у технології вирощуваних культур, зростає кількість кваліфікованих спеціалістів, задіяних у роботі колгоспу.
Такі процеси, а також натхненна праця колгоспників, призвели до двократної перемоги у Всесоюзному соціалістичному змаганні у 1982 та 1984 рр. Колгосп «Зоря комунізму» виборов право бути володарем Трудового Знамені ЦК КПРС, Ради міністрів СРСР, ВЛКСМ та ВЦСПС.
В період кінця 60-х рр. — кінця 80-х значно поліпшились умови життя в селі. У 1964 році було відкрито нову двоступеневу школу (замість двох старих — у Нижньому та Верхньому Плисовому). Функціонували дитячий садок із яслами, клуб (регулярно показували кіно), бібліотека, фельдшерсько-акушерський пункт із стоматологічним кабінетом, сільська рада, відділення зв'язку, гуртожиток, колгоспна їдальня. Усі об'єкти соціальної сфери матеріально забезпечувались колгоспом.

### IV. За часів незалежності
Із розпадом Радянського Союзу глибокі соціально-економічні зміни торкаються і Плисового, втім, неминучість яких була продиктована ситуацією, що склалася в останні роки існування СРСР. Із цього моменту починається відлік кризового часу для села, що у більшості своїй продовжується і дотепер.
У рамках аграрної реформи, запровадженої на початку дев'яностих, колгосп «Зоря комунізму» перетворюється на колективне сільськогосподарське підприємство (КСП «Зоря», 1992, голова правління — Микола Іванович Безверхній), а відтак, земля, що перебувала у розпорядженні колгоспу, стає власністю саме КСП, а не держави (1994).
Попри глибоку загальмованість економічної ситуації (переведення на госпрозрахунок і самофінансування, відсутність державної підтримки, кредитування тощо), «Зоря» й далі повноцінно функціонувала: під посівами були всі орні землі, прибуток давали садок і пасіка (до кінця 1990-х), активно працювали обидві молочнотоварні ферми (ВРХ, коні, свині), господарство справно сплачувало податки, а його колектив налічував більш як сто працівників. В умовах нестачі вільних грошових коштів, розрахунок з останніми вівся почасти на бартерних умовах: зарплату повністю або частково сплачували сільгосппродукцією. Був час, коли зарплату частково сплачували спиртом. Подібні схеми розрахунків практикували і з партнерами в бізнесі: поставниками палива, споживачами сировини.
У 1996 році процес розпаювання колгоспних земель дійшов до свого логічного завершення: пайщики отримали Державні сертифікати на землю та майно колишнього колгоспу. Відтепер селяни мали змогу господарювати самостійно або створити підприємство на кшталт КСП. Відтак, створюється сільськогосподарський виробничий кооператив (СВК «Зоря», голова правління — Микола Іванович Безверхній), що продовжує працювати до 2002 року.
Із 2002 року, в умовах почасти штучно створеної кризової економічної ситуації, починається процедура банкрутства «Зорі», що тривала до 2006 року.
12 листопада 2003 року помирає незмінний очільник «Зорі» — Безверхній Микола Іванович.
Зважаючи на фактичне припинення діяльності «Зорі», у 2002 році із власниками паїв укладаються договори оренди ТОВ «Промагро» строком на 5 років. Новостворене підприємство реструктуризує потужності «Зорі» виключно на діяльність у сфері вирощування зернових та технічних культур із різким обмеженням сівообороту більш-менш рентабельними культурами (соняшник, пшениця, ячмінь, кукурудза).
Із припиненням функціонування «Зорі» поглиблюються і процеси соціальної кризи: на початку двотисячних припиняють свою діяльність дитячий садок, будівля їдальні та гуртожитку віддаються на майно; десятки людей втрачають робочі місця і переорієнтовуються на ведення підсобного господарства; стрімко зростає відтік молоді до міста, результатом чого стає різке зменшення народжуваності та призупинення діяльності школи у 2011 році.
За останні сімнадцять років (2001—2018) більше, ніж удвоє зменшується кількість мешканців села. Основними причинами смертності є: онкологічні захворювання, алкоголізм та хронічні патології (артеріальна гіпертензія, ішемічна хвороба серця, цукровий діабет ІІ типу тощо).
Одиниці встають на шлях підприємництва — у сфері торгівлі (останнім часом функціонували чотири магазини, продуктовий кіоск) та сільгоспдіяльності (зернові, соняшник, баштанництво). Залишаються нереалізованими інші потенційні потужності для підприємництва: три ставки, яблуневий садок, до прикладу.
Сьогодні у селі мешкає до двохсот мешканців, функціонують сільська рада, відділення зв'язку, фельдшерсько-акушерський пункт, клуб, громадська бібліотека, три магазини. Продовжує діяти система водопостачання, у 2006 році село було повністю газифіковане, більшість домогосподарств мають телефони, у багатьох — вода проведена до хати, є осібна каналізація, інтернет.

## Населення
- У 1864 році в хуторі Плисова (Зміївський повіт, 1 стан) мешкало 714 осіб у 106 дворах.[7]
- У 1897 році в селі Нижньому Плисовому мешкало 778 осіб, у селі Верхнє Плисове — 658 осіб[8].
- У 1914 році в селі Плисове, Преображенської волості Зміївського повіту, мешкало 1988 осіб.
- У 1920 році кількість мешканців плисівської спільноти становила 1695 осіб (267 домогосподарств). Окремо зазначається Ново-плисівське товариство з населенням 54 особи
- У 1921 році голова сільської ради с. Плисове Пальчик Іван повідомляє про населення Плисового в 1997 осіб[9].
- У 1941 році в Нижньому Плисовому було 350 дворів, у Верхньому — 120 дворів.
- У 1949 році в Нижньому Плисовому було 358 дворів, сільська рада, а у Верхньому Плисовому — 98 дворів. У Новоєгорівці 77 дворів.
- У 1984 році в селі Плисове мешкало 570 осіб.
- У 2001 році в Плисовому мешкало 537 осіб.
- У 2019 році в селі Плисове зареєстровано 378 мешканців (з них 45 дітей до 18 років і 109 пенсіонерів), з яких фактично проживає біля 200 осіб.

## Економіка
ТОВ «Промагро» — сільськогосподарське підприємство.
Підприємці-одноосібники, задіяні у сільському господарстві (фермери).

## Об'єкти соціальної сфери
- Сільська рада;
- Загальноосвітня школа (діяльність призупинена із вересня 2011 року);
- Фельдшерсько-акушерський пункт;
- Відділення зв'язку;
- Сільський клуб;
- Громадська бібліотека;
- Три продуктових магазини.

## Пам'ятки історії
- Шість курганів ІІІ тис.до н.е — І тис. н. е.(охоронний номер 2057);[10]
- Братська могила радянських воїнів. Пам'ятний знак воїнам-односельцям, які загинули в Другій світовій війні. 1939—1945 рр. (охоронний номер 1214).[11]

## Національний склад мешканців Плисового
Найрозповсюдженіші прізвища плисівців подано в перелікові:
1.    Авраменко 2.    Андрущенко 3.    Антоненко 4.   Барабаш 5.   Бардаш 6.   Бережний 7.   Біленський 8.   Білобровий 9.   Білоус 10. Білоцерківський 11. Вареник 12. Веприцький 13. Вітренко
14. Видренко 15. Волошин 16. Гайдамака 17. Герасименко 18. Говтва 19. Де(і)гтяр 20. Дейко 21. Денисенко 22. Дзюба 23. Діденко 24. Дрищ 25. Довженко 26. Загорулько 27. Кириленко 28. Климко
29. Козюменський 30. Колісник 31. Кузьменко 32. Кузьмінський 33. Курган 34. Кутицький 35. Лещенко 36. Лимар 37. Лисокобилко(а) 38. Лиценко 39. Литвинова 40. Лісняк 41. Машталь
42. Мешечко 43. Миколаєнко 44. Минай (Минаєв) 45. Мироненко 46. Мірошниченко 47. Моргун 48. Московченко 49. Мудрак 50. Наглий 51. Огульчанський 52. Олійник 53. Обіда 54. Осавуленко
55. Пальчик 56. Пішта 57. Притюпа 58. Решетняк 59. Рі(є)зниченко 60. Рогач 61. Савченко 62. Сальник 63. Сенило 64. Синельник 65. Телега 66. Фесенко 67. Чорний 68. Чорниш 69. Шевченко
70. Яценко
Аналіз прізвищ вказує на їх переважно українське походження (90 %). Ці прізвища або мають характерні для українських суфікс -енко (35,7 %) або інші особливості українських прізвищ (54,3 %).
Решта 10 % прізвищ мають особливості будови польських прізвищ (містять суфікси -ський, -цький).

## Відомі уродженці Плисового
- Бобровська Євдокія Григорівна — Заслужена артистка УРСР.
- Моргун Микола Іванович — Герой Радянського Союзу.
- Телегін Дмитро Якович — археолог, професор, доктор історичних наук.
- Лобов Сергій — майор Збройних сил України, командир роти глибинної розвідки 74-го окремого розвідувального батальйону (Черкаське), 28 років, загинув в зоні АТО 18 червня 2016, похований у с. Плисове.[12].

## Список загиблих за часів Німецько-радянської війни
Список складений за матеріалами 10 тому Книги пам'яті України.
| Загиблий                             | Наведені відомості |
| ------------------------------------ | --- |
| 1) Авраменко Феодосій Минович        | 1905, с. Плисове Лозівського району. Рядовий. Зник безвісти в грудні 1943. |
| 2) Антоненко Олексій Степанович      | 1910, с. Плисове Лозівського району Харківської області. Рядовий, стрілець. Загинув 22.09.1942.Похований: м. Волгоград, Російська Федерація.                                                                           |
| 3) Антоненко Федір Павлович          | 1901, с. Плисове. Рядовий. Зник безвісти в січні 1944. |
| 4) Бардаш Василь Сергійович          | 1911, с. Плисове Лозівського району. Сержант. Зник безвісти в грудні 1943. |
| 5) Бардаш Микола Іванович            | 1910, с. Плисове. Зник безвісти в грудні 1943. |
| 6) Бардаш Микола Пимонович           | 1911, с. Плисове. Рядовий. Зник безвісти в липні 1944. |
| 7) Белінський Іван Федорович         | 1906, с. Плисове. Помер від ран 20.06.1942. Похований: Тверська область, Російська Федерація. |
| 8) Біленський Василь Федорович       | 1904, с. Плисове Лозівського району. Рядовий. Загинув. Похований: Покровський район Орловської області, Російська Федерація.                                                                                           |
| 9) Біленський Іван Федорович         | 1915, с. Плисове. Загинув 20.08.1942. Похований: с. Ситьково Тверської області, Російська Федерація. |
| 10) Біленський Микола Григорович     | 1921, с. Плисове. Зник безвісти в грудні 1943. |
| 11) Білоцерківський Іван Никофорович | 1912, с. Плисове Лозівського району. Рядовий, 42 стрілецький полк 13 гвардійської стрілецької дивізії. Загинув 19.09.1942. Похований: м. Волгоград, Російська Федерація.                                               |
| 12) Богатиренко Дмитро Лукич         | 1904, с. Плисове Лозівського району. Зник безвісти в грудні 1943. |
| 13) Вареник Яків Кононович           | 1914, с. Плисове Лозівського району. Лейтенант. Зник безвісти в грудні 1943. |
| 14) Видренко Дем'ян Павлович         | 1908, с. Плисове Лозівського району. Рядовий. Зник безвісти в грудні 1943. |
| 15) Видренко Михайло Васильович      | 1910, с. Плисове Лозівського району. Рядовий, шофер. Зник безвісти в грудні 1943. |
| 16) Волошин Дмитро Петрович          | 1909, с. Плисове Лозівського району. Рядовий, стрілець,42 гвардійський стрілецький полк 13 гвардійської стрілецької дивізії. Загинув 19.09.1942. Похований: м. Волгоград, Російська Федерація.                         |
| 17) Волошин Іван Свиридович          | 1911, с. Плисове. Зник безвісти в грудні 1943. |
| 18) Волошин Йосип Іванович           | 1902, с. Плисове. Рядовий. Зник безвісти в грудні 1943. |
| 19) Волошин Кирило Іванович          | 1911, с. Плисове. Рядовий. Зник безвісти в грудні 1943. |
| 20) Гайдамака Єгор Костянтинович     | 1923, с. Плисове Лозівського району. Рядовий, стрілець, 103 гвардійський стрілецький полк 34 гвардійської стрілецької дивізії. Помер від ран. Похований: Калмикія, Російська Федерація.                                |
| 21) Герасименко Макар Іванович       | 1916, с. Плисове Лозівського району. Рядовий, стрілець. Загинув 15.04.1944. Похований: Молдова. |
| 22) Герасименко Федір Іванович       | с. Плисове. Рядовий, 55 гвардійський стрілецький полк. Загинув 01.11.1943. Похований: Дніпропетровська область. |
| 23) Герасименко Яків Іванович        | 1911, с. Плисове. Технік-інтендант. Зник безвісти 20.09.1944. |
| 24) Говтов Іван Матвійович           | 1924, с. Плисове Лозівського району. Рядовий, стрілець, 203 стрілецька дивізія. Загинув 28.02.1944. Похований: Дніпропетровська область.                                                                               |
| 25) Дегтяр Дмитро Михайлович         | 1902, с. Плисове Лозівського району Харківської області. Рядовий. Зник безвісти в грудні 1943. |
| 26) Дегтяр Іван Григорович           | 1904, с. Плисове Лозівського району Харківської області. Рядовий. Зник безвісти в грудні 1943. |
| 27) Дегтяр Іван Никифорович          | 1895, с. Плисове. Рядовий. Загинув 06.02.1944. Похований: Білорусь. |
| 28) Дегтяр Павло Михайлович          | 1910, с. Плисове. Рядовий, стрілець, 42 гвардійський стрілецький полк 13 гвардійської стрілецької дивізії. Загинув 16.09.1942. Похований: м. Волгоград, Російська Федерація.                                           |
| 29) Дегтяр Семен Іванович            | с. Плисове. Молодший сержант. Загинув 17.08.1944. Похований: Польща. |
| 30) Дегтяр Федір Іванович            | с. Плисове. Рядовий. Зник безвісти 03.11.1943. |
| 31) Дегтярьов Іван Володимирович     | 1925, с. Плисове. Рядовий, стрілець, 33 гвардійська стрілецька дивізія. Зник безвісти 25.08.1943. |
| 32) Дейко Андрій Іванович            | 1924, с. Плисове. Рядовий. Загинув 03.09.1943. Похований: с. Зерново Суземського району Брянської області, Російська Федерація.                                                                                        |
| 33) Дейко Василь Семенович           | 1907, с. Плисове. Рядовий. Загинув 28.06.1942. Похований: Воловський район Липецької області, Російська Федерація. |
| 34) Дейко Олексій Іванович           | 1920, с. Плисове. Рядовий, стрілець. Загинув 03.09.1943. Похований: с. Зерново Суземського району Брянської області, Російська Федерація.                                                                              |
| 35) Дейко Яків Еммануїлович          | 1923, с. Плисове. Лейтенант. Зник безвісти в грудні 1943. |
| 36) Діденко Кирило Іванович          | с. Плисове. Рядовий. Зник безвісти в грудні 1943. |
| 37) Діденко Яків Іванович            | 1912, с. Плисове. Рядовий. Зник безвісти в грудні 1943. |
| 38) Дрищ Василь Михайлович           | 1920, с. Плисове. Рядовий. Зник безвісти в грудні 1943. |
| 39) Загорулько Олексій Васильович    | с. Плисове Лозівського району. Рядовий. Загинув 02.03.1944. Похований: Дніпропетровська область. |
| 40) Кириленко Іван Тимофійович       | 1898, с. Плисове Лозівського району. Загинув 25.05.1944. Похований: Молдова. |
| 41) Климко Павло Андрійович          | 1908, с. Плисове Лозівського району. Зник безвісти в січні 1944. |
| 42) Кузьменко Федір Кіндратович      | 1911, с. Плисове Лозівського району. Рядовий, стрілець. Зник безвісти в червні 1944. |
| 43) Кузьмінський Дем'ян Захарович    | 1904, с. Плисове Лозівського району. Рядовий. Зник безвісти в грудні 1943. |
| 44) Курган Павло Федорович           | с. Плисове Лозівського району. Молодший сержант, заступник командиру відділення, 710 механізована стрілецька бригада. Загинув 03.12.1943. Похований: Ломоносовський район Ленінградської області, Російська Федерація. |
| 45) Кутицький Гаврило Андрійович     | 1920, с. Новоєгорівка. Рядовий. Зник безвісти в грудні 1943. |
| 46) Кутицький Назар Андрійович       | 1913, с. Плисове Лозівського району. Рядовий. Зник безвісти в грудні 1943. |
| 47) Лещенко Борис Андрійович         | 1920, с. Плисове Лозівського району Харківської області. Рядовий. Загинув. |
| 48) Лещенко Василь Михайлович        | 1917, с. Плисове. Зник безвісти в грудні 1943. |
| 49) Лещенко Микола Васильович        | 1920, с. Плисове. Рядовий. Помер від ран у 1944. Похований: м. Санкт-Петербург, Російська Федерація. |
| 50) Лещенко Олексій Іванович         | 1920, с. Плисове. Рядовий. Зник безвісти в грудні 1943. |
| 51) Лещенко Семен Михайлович         | 1910, с. Плисове. Рядовий. Зник безвісти в грудні 1943. |
| 52) Лещенко Федір Михайлович         | 1912, с. Плисове. Рядовий. Зник безвісти в грудні 1943. |
| 53) Лещенко Яків Іванович            | 1914, с. Плисове. Зник безвісти в грудні 1943. |
| 54) Лимар Дмитро Харитонович         | 1921, с. Плисове Лозівського району. Рядовий. Зник безвісти в грудні 1943. |
| 55) Лимар Харитон Костянтинович      | 1901, с. Плисове. Рядовий. Зник безвісти в грудні 1943. |
| 56) Лисицин Іван Олексійович         | 1915, с. Плисове Лозівського району Харківської області. Рядовий. Зник безвісти у вересні 1943. |
| 57) Лисокобилко Данило Семенович     | 1907, с. Плисове Лозівського району Харківської області. Рядовий, стрілець, 907 стрілецький полк. Зник безвісти 24.02.1943.                                                                                            |
| 58) Лиценко Василь Іванович          | 1899, с. Плисове Лозівського району Харківської області. Рядовий, стрілець. Зник безвісти в жовтні 1942. |
| 59) Лиценко Дмитро Іванович          | 1920, с. Плисове Лозівського району Харківської області. Рядовий. Зник безвісти в грудні 1942. |
| 60) Лиценко Микола Васильович        | 1920, с. Плисове. Мінометник, 163 стрілецький полк. Помер від ран 05.02.1944. Похований: Ленінградська область, Російська Федерація.                                                                                   |
| 61) Лиценко Петро Якимович           | с. Плисове. Рядовий, стрілець, 461 стрілецький полк 142 стрілецької дивізії. Зник безвісти в квітні 1945. |
| 62) Лісняк Іван Олексійович          | 1914, с. Плисове Лозівського району Харківської області. Сержант. Загинув. |
| 63) Машталь Володимир Федорович      | 1912, с. Плисове. Рядовий. Зник безвісти в грудні 1943. |
| 64) Машталь Давид Павлович           | 1900, с. Плисове. Рядовий, 180 гвардійський стрілецький полк 60 гвардійської стрілецької дивізії. Загинув 18.11.1943.                                                                                                  |
| 65) Маштальов Іван Олександрович     | 1903, с. Плисове Лозівського району. Рядовий. Зник безвісти в квісті 1942. |
| 66) Миколаєнко Никифор Михайлович    | с. Плисове. Рядовий. Загинув 14.10.1943. |
| 67) Минаєв Митрофан Тимофійович      | 1918, с. Плисове. Молодший сержант, механік-водій, 18 танковий полк. Загинув 24.07.1941. Похований: Гомельська область, Білорусь.                                                                                      |
| 68) Минай Семен Тимофійович          | 1913, с. Плисове. Рядовий. Зник безвісти в грудні 1943. |
| 69) Мироненко Микола Павлович        | 1913, с. Плисове. Рядовий. Зник безвісти в грудні 1943. |
| 70) Моргун Іван Пантелійович         | 1925, с. Плисове Лозівського району Харківської області. Рядовий. Зник безвісти в листопаді 1943. |
| 71) Мудрак Степан Іванович           | 1913, с. Плисове Лозівського району Харківської області. Рядовий 1199 стрілецького полку 354 стрілецької дивізії. Загинув 30.11.1942. Похований: Зубцовський район Тверської області, Російська Федерація.             |
| 72) Ніколаєнко Павло Іванович        | с. Плисове Лозівського району. Єфрейтор. Загинув 16.07.1944. Похований: с. Снітово Івановського району Брестської області, Білорусь.                                                                                   |
| 73) Обіда Антон Федорович            | 1907, с. Плисове Лозівського району. Рядовий. Зник безвісти в травні 1942. |
| 74) Пальчик Григорій Іванович        | 1899, с. Плисове Лозівського району Харківської області. Призваний Краснопавлівським РВК. Рядовий. Зник безвісти в травні 1942.                                                                                        |
| 75) Пальчик Дем'ян Іванович          | 1920, с. Плисове. Рядовий. Зник безвісти в грудні 1943. |
| 76) Притюпа Григорій Андрійович      | 1916, с. Плисове Лозівського району. Рядовий. Загинув. |
| 77) Рєзниченко Іван Гайович          | с. Плисове Лозівського району. Рядовий. Загинув 18.05.1944. Похований: с. Партизани Приморського району Запорізької області.                                                                                           |
| 78) Рогач Іван Пантелеймонович       | 1919, с. Плисове Лозівського району. Матрос. Загинув 01.09.1943. Похований: с. Кам'янка Донецької області. |
| 79) Рогач Іван Пантелійович          | 1919, с. Плисове. Сержант, командир відділу, 844 стрілецький полк 267 стрілецької дивізії. Загинув 26.08.1943. Похований: с. Перемога Ізюмського району Харківської області.                                           |
| 80) Рогач Іван Семенович             | 1910, с. Плисове. Рядовий. Зник безвісти в грудні 1943. |
| 81) Рогач Микола Семенович           | 1910, с. Плисове. Рядовий. Загинув 18.06.1942. |
| 82) Рогач Михайло                    | 1912, с. Плисове. Рядовий. Загинув 23.04.1942 у полоні. Похований: с. Масюковщина Мінського району Мінської області, Білорусь.                                                                                         |
| 83) Рогач Мойсей Іванович            | 1905, с. Плисове. Рядовий. Зник безвісти в грудні 1943. |
| 84) Сальник Василь Микитович         | 1907, с. Плисове Лозівського району. Рядовий. Зник безвісти в грудні 1943. |
| 85) Сальник Дем'ян Васильович        | 1908, с. Плисове. Рядовий, стрілець, 42 гвардійський стрілецький полк 13 гвардійської стрілецької дивізії. Зник безвісти 24.09.1942.                                                                                   |
| 86) Сальник Павло Миколайович        | 1903, с. Плисове. Рядовий. Зник безвісти 03.07.1942 у м. Севастополі, Крим. |
| 87) Сальник Тимофій Філаретович      | 1922, с. Плисове. Рядовий, стрілець. Загинув 22.05.1942. Похований: м. Ізюм Харківської області. |
| 88) Синельник Василь Микитович       | 1907, с. Плисове Лозівського району. Рядовий. Зник безвісти в грудні 1943. |
| 89) Солодовников Іван Микитович      | 1911, с. Плисове Лозівського району. Рядовий. Зник безвісти в грудні 1943. |
| 90) Стукалов Сергій Семенович        | 1924, с. Плисове Лозівського району. Загинув 05.11.1944. Похований: Польща. |
| 91) Черниш Антон Антонович           | 1924, с. Плисове Лозівського району. Призваний польовим ВК. Рядовий. Загинув у грудні 1943. Похований: сел. Комсомольське Лозівського району Харківської області.                                                      |
| 92) Черниш Василь Петрович           | 1906, с. Плисове. Загинув у 1943. |
| 93) Чорний Василь Петрович           | с. Плисове Лозівського району. Рядовий, стрілець, 55 гвардійський стрілецький полк 20 гвардійської стрілецької дивізії. Загинув 16.11.1943. Похований: Дніпропетровська область.                                       |
| 94) Чорний Павло Федорович           | 1914, с. Плисове Лозівського району. Зник безвісти в 1943. |
| 95) Шевченко Гаврило Михайлович      | 1906, с. Плисове Лозівського району. Рядовий, стрілець, 328 стрілецька дивізія. Загинув 09.08.1944. Похований: Польща.                                                                                                 |
| 96) Шевченко Дмитро Микитович        | 1912, с. Плисове Лозівського району. Рядовий. Зник безвісти в грудні 1943. |
| 97) Шевченко Дмитро Степанович       | 1905, с. Плисове. Рядовий. Зник безвісти в лютому 1944. |
| 98) Шевченко Олексій Григорович      | 1918, с. Плисове Лозівського району. Рядовий. Загинув 05.06.1942. Похований: с. Чепіль Балаклійського району Харківської області.                                                                                      |

## Політичні уподобання мешканців
Наочним прикладом політичного світогляду плисівців є результати виборів Президента України 2010 року за місцевою 55 дільницею 181-го виборчого округу.
І тур: явка — 272 з 379 (71,8 %), недійсних — 0,4 %. Результат голосування: Янукович — 53,3 %, Тимошенко — 11,4 %, Тігіпко — 10,4 %, Яценюк — 6,6 %, Симоненко — 1,8 %.
ІІ тур: явка 279 з 380 (73,4 %), недійсних — 0,7 %.
| Кандидат   | % голосів |
| ---------- | --------- |
| Янукович   | 60,6      |
| Тимошенко  | 34,8      |
| Проти всіх | 3,9       |

У цілому популярністю серед виборців Плисового користуються проросійські та популістичні партії і кандидати («Партія регіонів», «КПУ», В. Янукович та ін.). На президентських та парламентських виборах 2019 року більшість голосів отримав В. Зеленський, а також — партії «Слуга народу» і «ОПЗЖ».
Суттєва меншість мешканців Плисового віддає свої голоси за патріотичні проукраїнські сили. Рівно, як і невелика кількість плисівців вітає демократичні зміни в державі (Майдан-2004/2005, Революція Гідності тощо)
Триколірна кореляція мови та результатів виборів 2012
- вибори 2012

## Також
- Перелік населених пунктів, що постраждали від Голодомору 1932—1933 (Харківська область)

## Мапи
- с. Плисове 1875 г. і сучасна прив'язка
- хутор Верхній та Нижній Плисовий в 19 сторіччі.
- с. Плисове 1946 г.
- с. Плисове 1984 г.[недоступне посилання з квітня 2019]
- с. Плисове 2010 г.

## Виноски
1. ↑  Лозівська районна державна адміністрація (28 січня 2019), Голова РДА Ашот Керопов відзначив якісну роботу Плисівського сільського голови Вадима Антоненка, процитовано 2 травня 2019
2. ↑  Історія Закутнівки[недоступне посилання з липня 2019]
3. ↑  Paramonov, Andrey. Храмы моей родины. Процитовано 27 листопада 2016.
4. ↑  Хутор Закутный из группы Орельских (Водолажских)хуторов
5. ↑  Харьковская ЕПАРХИЯ :: Украина, условно Восток :: Украина (Україна) :: СТРАНЫ И РЕГИОНЫ. forum.vgd.ru. Архів оригіналу за 3 листопада 2016. Процитовано 26 листопада 2016.
6. ↑  Память народа::Поиск документов частей. pamyat-naroda.ru. Процитовано 16 вересня 2020.
7. ↑  Проект «ОТКУДА РОДОМ»
8. ↑  Дейко, Роман. Населення Преображенської волості Зміївського повіту 1897 рік (ХДОА, ф. 304, оп. 1, справа 2018). vk.com. Процитовано 14 березня 2017.
9. ↑  Дейко, Р.Д. Населення Плисового за переписом 1920 та 1921 років. m.vk.com. Процитовано 23 травня 2019.
10. ↑  Пам'ятки археології Лозівського району
11. ↑  Пам'ятки історії Лозівського району
12. ↑  Під час виконання бойового завдання загинули двоє українських воїнів